# Nagymaros
Nagymaros (slovensky Veľká Maruša, německy Freistadt) je město, náležející od roku 1950 k župě Pest v okrese Szob v Maďarsku. Město leží na levém břehu Dunaje a na jihovýchodních svazích pohoří Börzsöny. Město je spojeno trajektem s městem Visegrád, ležícím na pravém břehu řeky. Město slouží jako východisko do národního parku Dunaj-Ipeľ. Město leží u samé jižní hranice historické uherské Hontianské župy. V letech 1923–1938 náleželo k Novohradsko-hontské župě, v letech 1938–1945 k Tekovsko-hontské župě a v letech 1945–1950 opětovně k Novohradsko-hontské župě.
Má rozlohu 3 439 ha a žije zde 4 709 obyvatel.
Od roku 1977 se na tomto místě počítalo s výstavbou plavebního stupně, hydroelektrárny a vyrovnávací nádrže v rámci projektu "Vodné dielo Gabčíkovo". Ze záměru však na konci 80. let sešlo.